# Krymne (Kowel)
Krymne (ukrainisch Кримне; russisch Крымно, polnisch Krymno) ist ein Dorf in der Westukraine mit etwa 2000 Einwohnern (2001).
Der Ort liegt am Domaschnje-See (озеро Домашнє) im Rajon Kowel der Oblast Wolyn, etwa 15 Kilometer nordwestlich der ehemaligen Rajonshauptstadt Stara Wyschiwka und 114 Kilometer nordwestlich der Oblasthauptstadt Luzk.

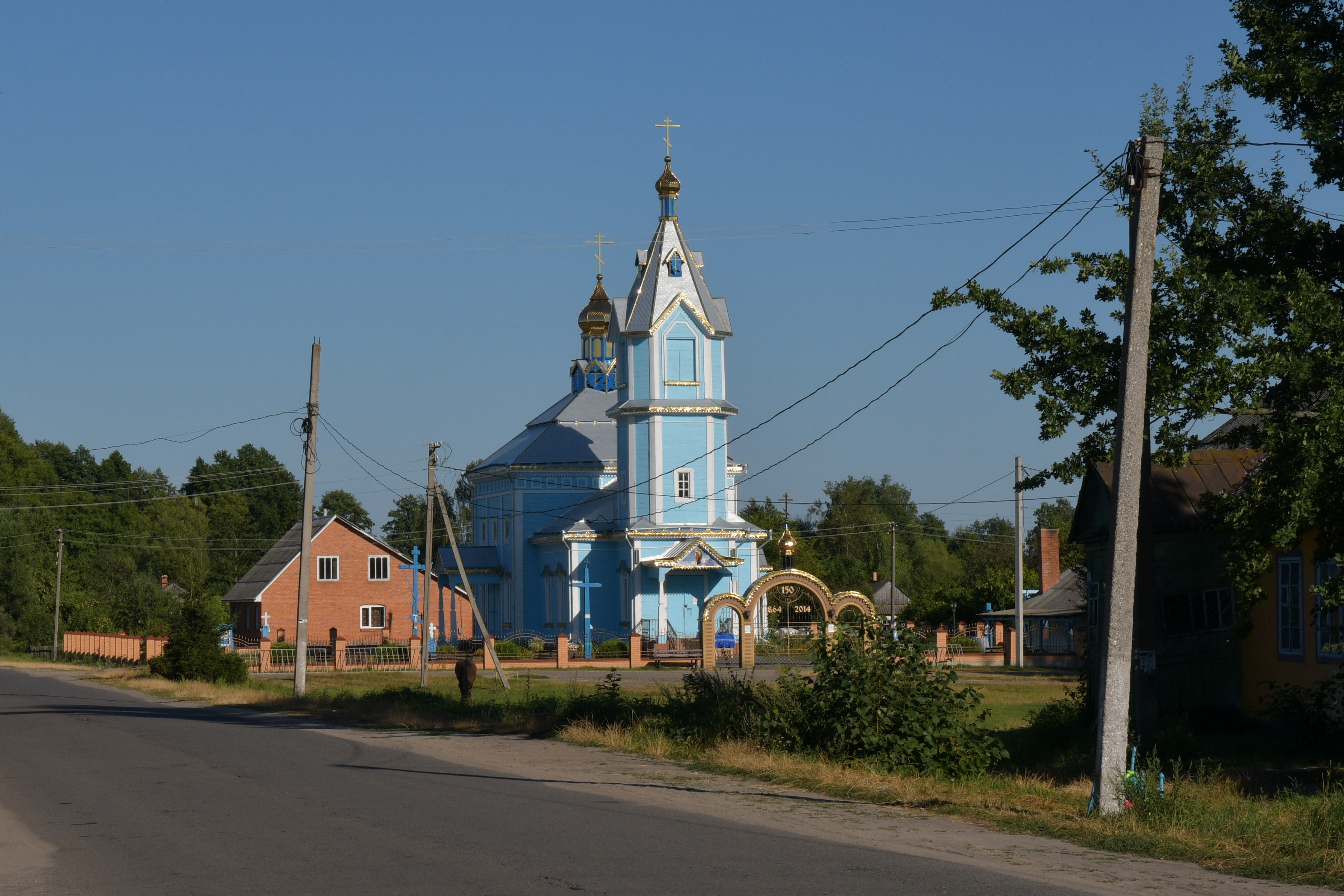
Kirche im Ort

## Geschichte
Der Ort wird 1509 zum ersten Mal schriftlich erwähnt und gehörte bis 1795 zur Woiwodschaft Ruthenien/Chełmer Land, in der Adelsrepublik Polen-Litauen. Mit den Teilungen Polens fiel der Ort an das Russische Reich und lag dort bis zum Ende des Ersten Weltkriegs im Gouvernement Wolhynien.
Nach dem Ersten Weltkrieg kam der Ort zu Polen (in die Woiwodschaft Wolhynien, Powiat Kowel, Gmina Krymno). Im Zweiten Weltkrieg wurde er zwischen 1939 und 1941 von der Sowjetunion besetzt. Nach dem Überfall auf die Sowjetunion im Juni 1941 wurde er bis 1944 von Deutschland besetzt, dies gliederte den Ort in das Reichskommissariat Ukraine in den Generalbezirk Brest-Litowsk/Wolhynien-Podolien, Kreisgebiet Kowel.
Nach dem Krieg wurde der Ort der Sowjetunion zugeschlagen. Dort kam das Dorf zur Ukrainischen SSR und seit 1991 ist es ein Teil der unabhängigen Ukraine.
Am 12. Juni 2020 wurde das Dorf ein Teil der neugegründeten Landgemeinde Dubetschne, bis dahin bildete das Dorf zusammen mit dem Dorf Jarewyschtsche (Яревище) die gleichnamige Landratsgemeinde Krymne (Кримненська сільська рада/Krymnenska silska rada) im Nordwesten des Rajons Stara Wyschiwka.
Am 17. Juli 2020 wurde der Ort Teil des Rajons Kowel.